# Pavías
Pavías è un comune spagnolo di 59 abitanti situato nella comunità autonoma Valenciana.